# Faris al-Churi
Faris al-Churi, arab. ‏فارس الخوري‎ (ur. 20 listopada 1877 w Al-Kufajr k. Hasbajji, zm. 2 stycznia 1962 w Damaszku) – syryjski prawnik i polityk, dwukrotny premier Syrii w latach 1944–1945 oraz 1954–1955. Jeden z twórców, a następnie wykładowca Uniwersytetu Damasceńskiego. Jedyny w historii Syrii chrześcijanin, który piastował urząd premiera kraju.

## Życiorys

### W Imperium Osmańskim
Pochodził z rodziny chrześcijańskiej. Ukończył studia prawnicze na Uniwersytecie Amerykańskim w Bejrucie, po czym został zatrudniony na uczelni w charakterze wykładowcy. W 1908 został deputowanym do parlamentu Imperium Osmańskiego, jako jeden z przedstawicieli chrześcijańskiej ludności kraju. Pracował również jako tłumacz w brytyjskim konsulacie w Damaszku. Podczas I wojny światowej pracował jako dziennikarz, pisząc m.in. o napływaniu do Palestyny żydowskich osadników i ostrzegając przed konsekwencjami tego procesu dla ludności arabskiej.
Działał w arabskim ruchu narodowowyzwoleńczym, po wybuchu powstania arabskiego pod wodzą szarifa Husajna organizował na terenie Syrii i Libanu poparcie dla wystąpienia. Został z tego powodu aresztowany przez władze tureckie i postawiony przed sądem wojskowym. Uniknął jednak kary, gdyż Imperium Osmańskie rozpadło się.

### W Królestwie Syrii
Odzyskawszy wolność, al-Churi ponownie przyłączył się do arabskiego powstania i brał udział w tworzeniu państwa arabskiego w Syrii. Utworzył tymczasowy rząd w Damaszku, funkcjonujący między wycofaniem się z miasta administracji tureckiej a triumfalnym wkroczeniem do niego wojsk arabskich na czele z Fajsalem ibn Husajnem. W pierwszym rządzie nowego państwa, na czele którego stanął Ali Rida ar-Rikabi, al-Churi był ministrem finansów. To samo stanowisko pełnił w kolejnym rządzie Haszima al-Atasiego. Od podstaw utworzył strukturę pierwszego w historii Syrii ministerstwa finansów.

### W okresie mandatu francuskiego
Faris al-Churi pozostał w Syrii, gdy Królestwo Wielkiej Syrii zostało siłą zlikwidowane przez Francuzów, by stać się francuskim terytorium mandatowym. W 1923 współtworzył Uniwersytet Damasceński, brał udział w opracowywaniu programów nauczania na poszczególnych kierunkach studiów na podstawie wzorców osmańskich, następnie był wykładowcą na tejże uczelni i dziekanem wydziału prawa. Dwa lata później razem z Abd ar-Rahmanem Szachbandarem założył Partię Ludową, pierwszą nowoczesną partię polityczną w Syrii. Partia stawiała sobie za cel uzyskanie przez Syrię niepodległości i ustanowienie rządów konstytucyjnych. Terytorium państwa miało obejmować znaczną część historycznej Wielkiej Syrii: obszar Syrii, Jordanii, Palestyny i częściowo Libanu. Początkowo al-Churi opowiadał się za walką zbrojną o niepodległość. Razem z Sultanem al-Atraszem organizował powstanie antyfrancuskie w 1925. Klęska powstania i represje, jakie po nim nastąpiły, sprawiły, że stał się krytykiem taktyki walki zbrojnej i twierdził odtąd, że Syria powinna starać się o niepodległość przede wszystkim drogą dyplomatyczną.
W 1928 współtworzył syryjski Blok Narodowy. W tym samym roku został deputowanym do Zgromadzenia Narodowego, które opracowało projekt konstytucji Republiki Syryjskiej. Był jeszcze dwukrotnie wybierany na deputowanego do parlamentu niesamodzielnej Syrii, w 1936 i w 1943, każdorazowo kandydując z list Bloku Narodowego.
W 1935 był jednym z przywódców masowego strajku przeciwko ignorowaniu przez Francuzów aspiracji niepodległościowych Syrii. W rezultacie został pozbawiony pracy na uniwersytecie. Strajk zmusił Francję do przyjęcia delegacji Bloku Narodowego w Paryżu i podjęcia negocjacji w sprawie ogłoszenia przez Syrię suwerenności. Al-Churi był członkiem tejże delegacji, obok Dżamila Mardama, Haszima al-Atasiego, Sad Allaha al-Dżabiriego i Rijada as-Sulha. Efektem negocjacji był traktat gwarantujący Syrii niepodległość najpóźniej za 25 lat, w zamian za zawarcie z Francją sojuszu wojskowego i liczne koncesje na rzecz tego kraju. Traktat ten nigdy nie wszedł w życie; nie został ratyfikowany przez parlament francuski. Jego ogłoszenie doprowadziło jednak do wzrostu poparcia dla Bloku Narodowego i umożliwił wybór Haszima al-Atasiego na prezydenta Republiki Syryjskiej. Dżamil Mardam został premierem kraju, a Faris al-Churi - przewodniczącym parlamentu. Urząd ten pełnił do 1939, gdy złożył dymisję i powrócił do pracy akademickiej.
Po wyborach parlamentarnych w Syrii w 1943 al-Churi po raz drugi został przewodniczącym parlamentu, zaś w listopadzie 1944 prezydent Szukri al-Kuwatli powierzył mu misję stworzenia nowego rządu. Weszli do niego członkowie Bloku Narodowego, zaś al-Churi, będąc premierem, został równocześnie ministrem spraw wewnętrznych i oświaty. W kwietniu 1945 udał się do USA, by nagłaśniać syryjskie dążenia niepodległościowe i pozyskać poparcie prezydenta Harry'ego Trumana w sprawie wycofania wojsk francuskich z Syrii. W tym samym roku jego rząd podał się do dymisji.

### W niepodległej Syrii
Al-Churi po raz trzeci został przewodniczącym syryjskiego parlamentu, którym pozostał przez cztery lata. Równocześnie od 1946 był przedstawicielem Syrii w ONZ, a w latach 1947-1948 - delegatem swojego kraju na kadencję w Radzie Bezpieczeństwa ONZ.
W marcu 1949 pułkownik Husni az-Za’im przeprowadził w Syrii zamach stanu i przejął władzę dyktatorską. Aresztował czołowych działaczy związanych z Szukrim al-Kuwatlim, jednak al-Churiego pozostawił na wolności, gdyż szanował jego wieloletnie zaangażowanie w sprawę niepodległości Syrii. Al-Churi przestał pełnić dotychczasowe obowiązki, a przejęcie władzy w kraju przez wojsko przyjął z przerażeniem. Nie zgodził się utworzyć nowego rządu, co proponował mu az-Za’im. Nie udzielał się w krajowej polityce również podczas rządów kolejnych autorytarnych przywódców wojskowych - Samiego al-Hinnawiego i Adiba asz-Sziszaklego.
Po obaleniu autorytarnych rządów asz-Sziszaklego ponownie wybrany na prezydenta Syrii al-Kuwatli po raz drugi powierzył al-Churiemu misję stworzenia rządu. Nowy premier popierał przystąpienie Syrii do Paktu Bagdadzkiego, na co naciskały mocarstwa zachodnie. Nie podjął jednak takiej decyzji pod wpływem opinii publicznej, nastawionej antyzachodnio, popierającej rewolucyjny Egipt. Poparcie Syryjczyków dla socjalistycznego kursu w polityce Egiptu stało się ostatecznie przyczyną upadku rządu al-Churiego. Udał się on do Kairu, by zażądać od prezydenta Gamala Abdel Nasera zaprzestania ostrej krytyki rządów Syrii, Libanu i Jordanii. Gest ten spotkał się z gwałtowną reakcją - partie lewicowe, przede wszystkim partia Baas, zorganizowały w Syrii masowe protesty, a te doprowadziły do upadku gabinetu 13 lutego 1955.
Faris al-Churi wycofał się z życia politycznego. Poparł unię Syrii z Egiptem (utworzenie Zjednoczonej Republiki Arabskiej), uznając, że tylko w ten sposób możliwe było powstrzymanie rosnącej w siłę Komunistycznej Partii Syrii. Następnie krytykował funkcjonowanie ZRA i uważał, że jej powstanie było błędem.
22 lutego 1960 złamał nogę, co zmusiło go do pozostawania w domu przez ostatnie lata życia. Zmarł 2 stycznia 1962 w szpitalu w Damaszku.

## Dorobek naukowy i literacki
Obok działalności politycznej i naukowej al-Churi zajmował się twórczością literacką, tworzył poezję w duchu romantycznym. Wiele jego utworów odnosiło się do bieżącej polityki. Będąc chrześcijaninem, al-Churi bardzo dobrze znał tradycję muzułmańską, znał na pamięć cały Koran.
Jest ponadto autorem podręcznika do gramatyki języka osmańskiego i słownika turecko-perskiego, krótkiego kursu finansów i studium o początkach sądownictwa.

## Rodzina
Jego syn Suhajl również został politykiem i był ministrem rolnictwa w rządzie Syrii kierowanym przez Marufa ad-Dawalibiego. Wnuczka al-Churiego Colette Suhajl al-Churi została pisarką.

## Upamiętnienie
W Damaszku znajduje się ulica jego imienia.